# Wim Poppink

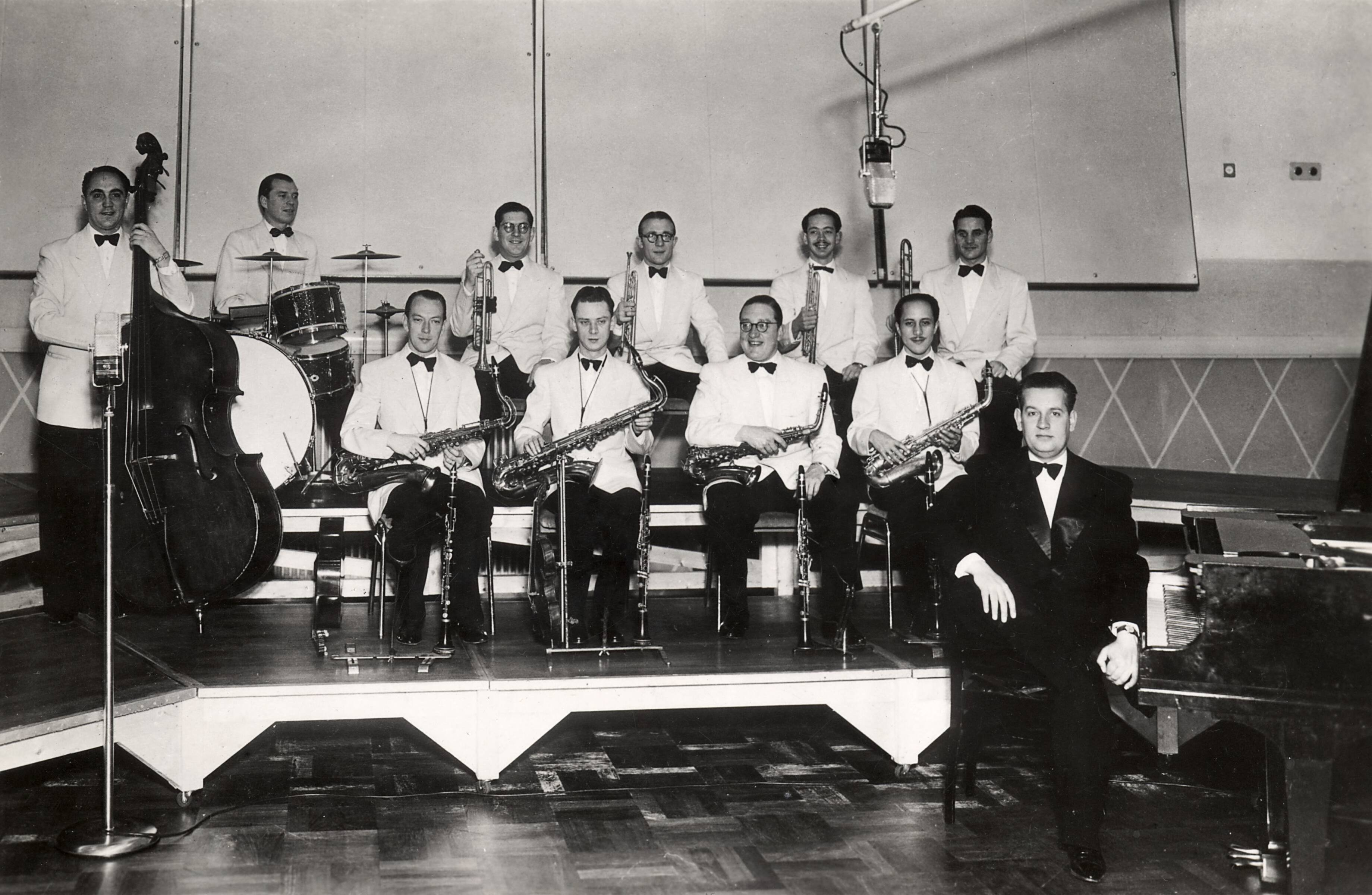
The Ramblers in 1940 met Poppink op eerste rij, tweede van rechts

Willem Pieter (Wim) Poppink (Den Haag, 20 juni 1903 – Den Haag, 23 januari 1965) was een Nederlands saxofonist, klarinettist, arrangeur en zanger.
Hij was zoon van Maria Helena Willemse en zadelmaker Willem Pieter Poppink. Hijzelf trouwde in 1934 met Hermina Alijda Schenk, een echtscheiding volgde vijf jaar later. Hij hertrouwde met Amalia Hendrica Johanna Oetelmans.
Hij begon als pianist en speelde in zijn schoolorkest. Na zijn schoolexamen ging hij werken voor de Bataafse Petroleum Maatschappij (BPM). Tijdens die periode trad hij in amateurverband op. Zijn ouders zagen dat een leven bij de BPM het niet was voor hun zoon en beloofden hem een saxofoon, mits hij een diploma Engels zou halen. Die saxofoon kwam er en hij begon op te treden in binnen- en buitenland. Zo speelde en leidde hij The Hague Jazz Boys (1923-1928).  Op 1 december 1928 sloot hij zich aan bij The Ramblers, waar hij tot 1958 zou spelen en zingen. Daarbij schuwde hij het showelement niet. Hij staat bekend als vertolker van Wie is Loesje, Pietertje Swing, Papa moet leren zingen en De Ramblers gaan naar Artis. Poppink schreef ook voor The Ramblers, zoals Hij wel en Over 25 jaar. Hij schreef niet alleen vrolijke nummers. Voor medezanger Marcel Thielemans schreef hij bijvoorbeeld Soon.
Poppink viel ten prooi aan een slepende ziekte die hem noopte in 1958 te stoppen met optreden. Hij overleed zeven jaar later in een zuurstoftent in het Haags Ziekenhuis Zuidwal. Hij werd 62 jaar. Hij werd gecremeerd op Nieuw Eykenduynen. Vier dagen later overleed ook de dirigent van The Ramblers Theo Uden Masman.
- International Standard Name Identifier: 0000 0003 9327 6024
- Library of Congress Control Number: no2014067069
- MusicBrainz: 6f9c24d5-db98-4dd8-88d3-195d97fa2b41
- Nederlandse Thesaurus van Auteursnamen: 240698649
- Virtual International Authority File: 317152736